# Neopaganismo báltico
El neopaganismo báltico es un grupo de religiones neopaganas que surge en la primera mitad del siglo XX en la costa oriental del mar Báltico, mayoritariamente basado en el folclore y mitologías de Letonia y Lituania. Los pueblos bálticos fueron los últimos en aceptar el Cristianismo en Europa, bien algunos de forma voluntaria o forzados por las cruzadas bálticas y la presión de la conquista y triunfo militar de órdenes militares religiosas como los hermanos livonios de la espada y los caballeros teutónicos tras las derrotas paganas en las cruzadas bálticas y sobre todo tras el fiasco del Gran Levantamiento Prusiano que incluso comportó la desaparición de los pueblos prusianos autóctonos, asimilados por la migración y colonización germánica. 
En el movimiento confluyen movimientos neopaganos reconstruccionistas que se inspiran en las antiguas religiones tradicionales anteriores al siglo XIII. Los neopaganos bálticos se dividen principalmente en dos grandes corrientes:
- Dievturība en Letonia[1]
- Romuva en Lituania[2]